# Водяні твердокрилі

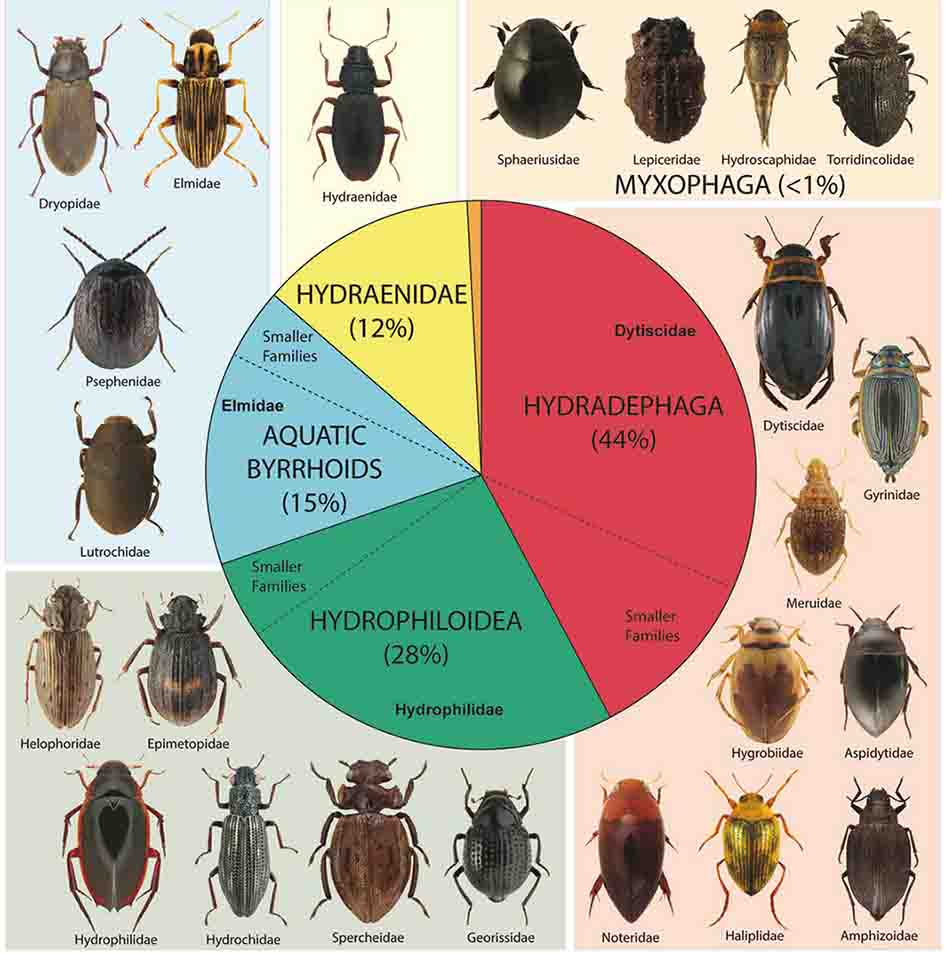
Розмаїття водних твердокрилих (Short, 2017)

Водяні твердокрилі, або водяні жуки — збірна група твердокрилих із різних систематичних груп, яких об'єднує зв'язок на будь-якій стадії життєвого циклу із водним середовищем.
Водяні твердокрилі містять понад 13000 описаних видів серед 400000 загальної кількості відомих видів ряду. За походженням водяні жуки є вторинноводними істотами, які «захоплювали воду» протягом 300 мільйонів років принаймні 10 разів. Таким чином, водні жуки не представляють єдиної монофілетичної клади. Відповідно, їхні поведінкові та морфологічні адаптації до водного середовища надзвичайно різноманітні.
В Україні оцінку кількості таксонів водяних твердокрилих ніхто кваліфіковано не проводив, але це необхідно зробити.
Фахівцями, які зробили внесок у вивчення водяних твердокрилих України, були: Пилип Зайцев, Всеволод Захаренко, В. М. Грамма, М. Ф. Мателешко, О. Ю. Мателешко, В. Г. Дядичко, Микола Біляшівський, Олександр Шатровський.
Провідними фахівцями світу, що активно працюють в теперішній час, обізнаними на всіх групах водяних жуків, є: Роберт Ангус (R. B. Angus), Манфред Йех (M. A. Jäch), Гарт Фостер (G. Foster), Девід Білтон (D. Bilton) та чимало інших.

## Екологія[6]
Для водяних жуків не є характерною схема розвитку, "великих трьох" рядів комах-гідробіонтів: Одноденок (Ephemeroptera), Веснянок (Ephemeroptera) та волохокрильців (Trichoptera): довговічна личинкова стадія, повністю занурена в воду, та короткострокова, стадія імаго, повністю суходільна . Екологію багатьох водних жуків не можна просто визначити як "водяну" або "суходільну": ці поведінки на березі поступово переходять одна в одну. Багато видів жуків дуже маленькі (>2 мм), і можуть проживати на межі між суходолом і водою.
Визначальними факторами для екологічної класифікації є наступні:
1. Тривалість контакту з водою,
2. Ступінь занурення,
3. Ступінь залежності від води,
4. Мотивація для контакту з водою (їжа, притулок і т.д.).

Йех визначив шість екологічних груп жуків, що пов'язані з водним середовищем:
1. Справжньо водяні жуки (принаймні частково занурені протягом більшості часу в дорослій стаді);
2. Несправжньо водяні жуки (повністю занурені протягом більшого часу в личинковій стадії, в той час як імаго завжди переважно суходільні);
3. Фітофільні водяні жуки (моно- або олігофаги, які живляться на водних рослинах і перебувають під водою принаймні на певний час на будь-якій стадії розвитку;
4. Паразитичні водяні жуки (подібні до фітофільних водних жуків, але їхні хазяї — водні ссавці);
5. Факультативні водяні жуки (спорадично або регулярно активно занурюються або живуть на поверхні води обмежений період часу — наприклад, під час полювання, живлення, пошуку притулку тощо);
6. Справжні суходільні жуки (переважно суходільні, а якщо вони зустрічаються біля водойм — то це пов'язано переважно з розмноженням).

Варто зазначити, що не існує жодного виду жуків, який не покидає добровільно воду принаймні на деякий час (наприклад, для лялі і/або польотів розселення). Тому терміни "амфібійний", "амфібіотичний", "напівводний" та "напівсуходільний" використовувати некоректно. Більшість водяних жуків є бентичними організмами.

## Систематика[6]
Ряд жуків включає чотири підряди, три з яких мають водних представників:
1. Хижі жуки (Adephaga) — близько 30,000 описаних видів, приблизно 18% водних;
2. Міксофаги (Myxophaga) — 77 описаних видів, близько 90% водних;
3. Всеїдні жуки (Polyphaga) — приблизно 370000 описаних видів, приблизно 1,25% водних.

Вісім з 11 родин Adephaga вважаються переважно водяними: Gyrinidae, Плавунчики (Haliplidae), Meruidae, Noteridae, Amphizoidae, Aspidytidae, Hygrobiidae, Плавунцеві (Dytiscidae).
Серед приблизно 150 родин Polyphaga, 13 вважаються переважно водяними (Helophoridae, Epimetopidae, Hydrochidae, Spercheidae, Hydrophilidae, Hydraenidae, Scirtidae, Elmidae, Dryopidae, Lutrochidae, Psephenidae, Cneoglossidae, Eulichadidae).
Окрім цих 25 типово водяних родин, ще 12 родин (1 Adephaga та 11 Polyphaga) мають принаймні одного представника, що живе у прісних водних середовищах (або в дуже близькому співвідношенні з ними), але більшість їх видів є виключно суходільними.

### Родини справжньо водяних жуків
Хижі жуки (Adephaga):
1. Вертячки (Gyrinidae). Близько 750 описаних видів у 13 родах. Зустрічаються на всіх континентах. Дорослі особини та личинки всіх видів суто водні. Більшість видів живе в проточній воді.
2. Плавунчики (Haliplidae). Близько 200 описаних видів у п'яти родах зустрічаються на всіх континентах, але вони більш різноманітні в північних помірних областях. Личинки та дорослі особини всіх видів справжні водні. Живуть переважно в стоячій воді, деякі види віддають перевагу лотичним місцеперебуванням.
3. Meruidae. Монородова родина, описана з Венесуели. Єдиний відомий вид живе на гравійних краях гірських потоків.
4. Noteridae. Дотепер описано близько 250 видів у трьох підродинах і 14 родах. Родина зустрічається на всіх континентах. Дорослі особини та личинки водні; Noterus заляльковується під водою в заповнених повітрям коконах. Noteridae зазвичай зустрічаються в стоячій воді між корінням водних рослин.
5. Amphizoidae. Монотипна родина з п'ятьма описаними видами, відома лише з Північної Америки та Китаю. Личинки і дорослі особини всіх видів водні, живуть у досить швидких річках.
6. Aspidytidae. Монотипна родина з двома видами з Південної Африки та Китаю. Личинки і дорослі особини живуть у просочувальних каналах; лялечки невідомі.
7. Hygrobiidae (Paelobiidae). Монотипна родина з шістьма описаними видами, що зустрічаються в Європі, Китаї та Австралії. Личинки та дорослі особини всіх видів — у стоячій воді.
8. Плавунцеві (Dytiscidae). Маючи майже 4000 описаних видів у 175 родах, це найспеціалізованіша родина водяних жуків; зустрічається на всіх континентах. Наразі визнано загалом 10 підродин (Agabinae: 388 видів, Colymbetinae: 130 видів, Copelatinae: 568 видів, Coptotominae: 5 видів, Dytiscinae: 377 видів, Hydrodytinae: 4 види, Hydroporinae: 2012 видів, Laccophilinae: 400 видів, Lancetinae: 8 видів., Matinae: 8 видів). Личинки і дорослі особини майже всіх видів водні; вони живуть у різноманітних прісноводних середовищах існування: стояча вода, проточна вода, ґрунтові води (на глибині до 30 м під землею), просочування, фітотелмати; лише п'ять видів відомі як повністю наземні (гуміколові).

Міксофаги (Myxophaga):
1. Lepiceridae. Монотипна родина з двома видами Нового Світу. Дорослі особини зустрічаються на піщаних берегах біля струмків.
2. Torridincolidae. Близько 31 крихітних видів в семи родах, що зустрічаються в Південній Америці, Африці (включаючи Мадагаскар) і Палеарктичній Азії. Види зустрічаються в гірських струмках.
3. Гідроскафіди. Близько 21 крихітних видів в трьох родах зустрічаються на всіх континентах, крім Австралії. Дорослі особини та личинки всіх видів живуть у воді, віддаючи перевагу просочуванням (гігропетричні місця існування), гарячим джерелам або проміжним шарам гравійних берегів струмків і річок.
4. Sphaeriusidae. Монотипна родина з 23 крихітними видами, що зустрічаються на всіх континентах. Кілька видів, як повідомляється, є наземними (гуміколозними); інші види зустрічаються на краю проточної та стоячої води, часто у вологому піску дуже близько до поверхні води.

Всеїдні жуки (Polyphaga):
1. Helophoridae. Монотипна родина з 192 видами, більш-менш обмежена Голарктичним царством. Дорослі особини більшості видів вважаються справді водними (близько 75% живуть у стоячій воді); кілька видів зазвичай зустрічаються трохи вище рівня води і тому, здається, факультативно водні або прибережні; лише деякі види суто наземні. Личинки Helophorus бувають прибережними або суто наземними (гуміколозними).
2. Epimetopidae. Близько 29 видів у трьох родах, що зустрічаються в Новому Світі (Epimetopus), Африці (Eupotemus) та Азії (Eumetopus). Дорослі особини всіх видів, ймовірно, є водними (піщані окраїни лентичних біотопів), екологія личинок невідома.
3. Hydrochidae. Монотипна родина з близько 180 видами; гідрохідії зустрічаються на всіх континентах. Усі види справді водні, живуть у стоячій воді з густою рослинністю або на берегах дуже повільно поточної води.
4. Spercheidae. Монотипна родина з 18 видами. Рід зустрічається на всіх континентах. Личинки і дорослі особини, як правило, живуть у стоячій воді.
5. Водолюби (Hydrophilidae). Близько 2835 видів у 169 родах. Водолюби зустрічаються на всіх континентах. Вони складаються з чотирьох підродин: (1) Horelophinae: монотипові, новозеландські, дорослі, очевидно, прибережні або гігропетричні; (2) Horelophopsinae: однородові, два види, Нова Гвінея (острів Япен) і Японія (архіпелаг Рюкю); (3) Hydrophilinae: 1852 види у 61 роді на всіх континентах, дорослі особини та личинки більшості видів живуть у стоячій воді, проточній воді, у фітотелматах або водозбірниках; численні види, як повідомляється, є прибережними або наземними (гуміколозними); (4) Sphaeridiinae: 980 видів у 106 родах, більшість з яких є наземними; лише сім родів включають водних представників. Загалом близько 70% Hydrophilidae є водними.
6. Водобрідки (Hydraenidae). Близько 1420 видів у приблизно 40 родах. Hydraenidae зустрічаються на всіх континентах і населяють навіть деякі Субантарктичні острови, де лише деякі комахи здатні впоратися з несприятливими кліматичними умовами. У той час як дорослі особини більшості видів живуть у воді (у стоячій воді, проточній воді, просочуваннях), багато з них є прибережними або суто наземними, а деякі види, як відомо, живуть виключно в надсолонених басейнах морських порід. Личинки гідраєнід зазвичай прибережні або наземні, лише перша стадія деяких видів є водною.
7. Scirtidae. Близько 900 видів у 30 родах. Скиртиди зустрічаються на всіх континентах. Личинки, як правило, живуть у воді, хоча є повідомлення про личинок Scirtidae, знайдених у вологому ґрунті та на гнилих колодах. Імаго зазвичай наземні. Личинки Scirtidae зустрічаються в проточній воді (близько 20%), стоячій воді, фітотелматах і підземних водах.
8. Elmidae. Близько 1330 видів у 146 родах. Ельміди зустрічаються на всіх континентах. В даний час відомі дві підродини: Larainae (26 родів, 130 видів) і Elminae (120 родів, 1200 видів). Дорослі особини та личинки всіх видів вважаються водними.
9. Dryopidae. Близько 300 видів у 33 родах. Dryopidae зустрічаються у всіх біогеографічних регіонах, але вони відсутні на Австралійському континенті. Личинки, як правило, прибережні або наземні; дорослі особини приблизно 75% видів вважаються водними (лотичні та лентичні оселища), решта є прибережними або наземними (гуміколієві, деревні).
10. Lutrochidae. Близько 15 видів, усі приурочені до Нового Світу. Повідомляється, що личинки та дорослі особини мешкають у водних середовищах (прибережний гравій, каміння або занурена деревина).
11. Psephenidae. Близько 272 видів у 35 родах. Psephenidae зустрічаються на всіх континентах. Личинки завжди живуть майже виключно в проточній воді, дорослі особини та лялечки суто наземні.
12. Cneoglossidae. Монотипна родина з восьми неотропічних видів. Дорослі особини наземні.
13. Eulichadidae. Близько 21 виду в двох родах, що зустрічаються в Північній Америці та Азії. Личинки живуть у струмках, але дорослі особини суто наземні.

### Родини несправжньо водяних жуків
12 родин, перерахованих у цій групі, переважно наземні. Більшість із цих родин є дуже відомими, наприклад, туруни (Carabidae), жуки-хижаки (Staphylinidae), листоїди (Chrysomelidae), довгоносики (Curculionidae). Однак вони містять невеликий відсоток водних представників. Водні представники цих родин, ймовірно, не включають справжніх водяних жуків, лише деякі з них можуть розглядатися як несправжні водяні жуки (наприклад, деякі світлякові і деякі Ptilodactylidae) і паразитичні водяні жуки. Більшість видів слід класифікувати як фітофільних водних жуків або факультативних водних жуків; деякі фітофільні водяні жуки вміють дуже добре пірнати і можуть проводити більшу частину свого життя під водою. Однак ступінь занурення або залежності від води у фітофільних жуків дуже різноманітні.

### Родини берегових жуків/фітофільних берегових жуків
Говорячи про прісноводних жуків, не можна ігнорувати всі ті численні види, які живуть на околицях водних середовищ існування. Вони сильно залежать від мікроклімату, субстрату та харчової мережі свого водного середовища. Будь-який вплив навколишнього середовища (наприклад, забруднення води, електростанції, посуха), що впливає на справді водні види, матиме більш-менш такий же вплив на берегових жуків, хоча вони майже не контактують з водою активно. Їх екологія нерозривно пов'язана з водним біотопом, хоча фізично вони не є його частиною. На відміну від факультативних водяних жуків, вони не заходять у воду цілеспрямовано. Берегових жуків часто важко відрізнити від справді наземних жуків (особливо гуміколових, які живуть у вологих місцях). Налічується близько 22 родин, що містять берегових жуків (з прісноводних і морських берегів): Georissidae, Hydrophilidae, Histeridae, Hydraenidae, Ptiliidae, Leiodidae (Cholevinae), Staphylinidae, Scarabaeidae, Dryopidae, Limnichidae, Heteroceridae, Elateridae, Lampyridae, Phycosecidae, Melyridae, Monotomidae, Tenebrionidae, Salpingidae, Anthicidae. Кілька додаткових родин, наприклад, Lepiceridae, Agyrtidae, Micropeplidae, Ptilodactylidae, Byrrhidae, Lampyridae та Latridiidae.
Загалом у світі налічується кілька тисяч видів берегових жуків, проте точне число їх невідоме.
У Carabidae і Staphylinidae досить велика кількість прибережних представників, але детальних оцінок у цих двох родинах досі не проводилося.
Georissidae (однорідні, близько 70 видів) в основному гуміколові (вологі піски, вологі луки).
Heteroceridae (п'ять родів, понад 200 видів) заслуговують на увагу, оскільки вони виключно прибережні, що живуть на мулистих околицях проточних і стоячих вод.
Limnichidae (близько 40 родів і майже 400 видів) тут умовно перераховані як родина берегових жуків. Всі види живуть у вологих місцях. Більшість представників зустрічаються на берегах прісноводних місць існування, часто дуже близько до урізу води, і здається, що досить багато видів Limnichidae насправді можуть бути принаймні факультативно водними. 
Численні фітофільні жуки (Chrysomelidae, Curculinoidea, Telmatophilus (Cryptophagidae), Phalacrus caricis (Phalacridae)) живуть на водних або прибережних рослинах (наприклад, Carex, Typha, Phragmites), але майже ніколи не контактують з водою. Тому їх класифікують як паракватичні (фітофільні берегові жуки).